# Nicolás Cataldo
Nicolás Eduardo Cataldo Astorga (Valparaíso, 22 de junio de 1984) es un profesor de historia y ciencias sociales y político chileno, miembro del Partido Comunista de Chile (PCCh). Entre marzo y septiembre de 2022 se desempeñó como subsecretario de Educación, y entre septiembre de 2022 y agosto de 2023 como subsecretario de Desarrollo Regional y Administrativo. Actualmente se desempeña como ministro de Educación bajo el gobierno del presidente Gabriel Boric.

## Familia y estudios
Cursó su educación básica en la Escuela E-282 de Viña del Mar, continuando su enseñanza media en el Liceo Benjamín Vicuña Mackenna de la misma ciudad y en el Liceo Eduardo de la Barra de Valparaíso. Prosiguió con sus estudios superiores en la carrera de pedagogía en historia y ciencias sociales en la Universidad de Valparaíso. Luego, cursó estudios de magíster en educación emocional en la Universidad Mayor.
Está casado con la activista feminista Danae Prado Carmona, actual consejera regional de la región Metropolitana. Con su cónyuge es padre de dos hijos: Salvador Antonio y Matilde Violeta.

## Trayectoria profesional y política
Militante del Partido Comunista de Chile (PCCh) desde 1998, durante su época de estudios, fue dirigente estudiantil secundario y universitario, integrándose a la Federación de Estudiantes de la Universidad de Valparaíso (FEUV).
Ha ejercido su profesión especializándose en el diseño de políticas públicas y tramitación legislativa, desempeñándose en la administración pública, tanto a nivel central como local. Entre los años 2010 y 2013 fue asesor técnico del Departamento de Educación y Perfeccionamiento del Colegio de Profesores de Chile (CP) y parte del equipo editorial de la revista Docencia. Paralelamente, en 2013 ejerció como asesor legislativo en educación de la bancada de diputados del PC, asumiendo en 2014 como jefe de gabinete y asesor legislativo en educación de la entonces diputada comunista, Camila Vallejo.
Durante el segundo gobierno de Michelle Bachelet, entre 2015 y 2018, trabajó en el equipo legislativo del Ministerio de Educación, involucrándose en la tramitación de proyectos de ley vinculados con la creación del «Sistema de Desarrollo Profesional Docente», de «Nueva Educación Pública», «Educación Superior», leyes de incentivo al retiro docente y jefe del proyecto de «Estatuto de los Asistentes de la Educación», iniciativas que fueron parte de la reforma educacional impulsada por el gobierno de ese momento.
Asimismo, a nivel local, y tras la promulgación de la ley n° 21.040, que creó el nuevo Sistema de Educación Pública, durante 2018, también trabajó en la implementación de uno de los primeros Servicios Locales de Educación Pública, el Servicio Local de Educación de Barrancas, que abarca las comunas santiaguinas de Cerro Navia, Lo Prado y Pudahuel. Posteriormente, y hasta enero de 2022 se desempeñó como jefe de gabinete en la Municipalidad de Cerro Navia.
En febrero de 2022 fue designado por el entonces presidente electo Gabriel Boric, como titular de la Subsecretaría de Educación, siendo el primer miembro del Partido Comunista en el cargo. Asumió esa función el 11 de marzo de dicho año, con el inicio formal de la administración.
El 6 de septiembre, fue anunciado su nombramiento como subsecretario de Interior, en reemplazo del socialista Manuel Monsalve, en el marco del primer cambio de gabinete del presidente Gabriel Boric; sin embargo, a los pocos minutos, el nombramiento no fue cursado luego de que se develaran publicaciones suyas emitidas a través de Twitter entre 2011 y 2013, en las que criticaba la acción de Carabineros de Chile. Dos días después, Boric efectuó cambios en la titularidad de seis subsecretarías de Estado, entre las cuales estaba la de Educación, siendo sustituido por el también militante del PC, Gabriel Bosque. Por consiguiente, fue reasignado en el gabinete, como subsecretario de Desarrollo Regional y Administrativo, en reemplazo de Miguel Crispi, convirtiéndose en el primer miembro del PC en liderar dicha repartición.

## Controversias
Durante el cambio de gabinete del 6 de septiembre de 2022, Nicolás Cataldo quien se desempeñaba en hasta ese momento como Subsecretario de Educación, sería nombrado como el nuevo Subsecretario del Interior en reemplazo de Manuel Monsalve, sin embargo horas antes del cambio de gabinete se conocieron en redes sociales unos polémicos tweets de Nicolás Cataldo de los años 2010, 2011 y 2019 en contra de Carabineros de Chile. 
Los tweets fueron borrados rápidamente de su cuenta de Twitter, sin embargo las críticas de la oposición en contra del nuevo subsecretario no se hicieron esperar, argumentando que no es consecuente que un subsecretario que denostaba a Carabineros y las policías sea el encargado de la seguridad ciudadana del país. Debido a este inconveniente la designación como Subsecretario del Interior se canceló, quedando Manuel Monsalve en su puesto, mientras que Nicolás Cataldo fue nombrado como Subsecretario de Desarrollo Regional. Posteriormente Nicolás Cataldo señalaría a aclarar a los medios sus comentarios en Twitter diciendo: "no tiene ninguna opinión crítica del rol de Carabineros".